# Eduard Gruber
Eduard Gruber (* 1952 in Weißenkirchen in der Wachau) ist ein österreichischer katholischer Geistlicher und war von September 2008 bis 1. Jänner 2021 Generalvikar  der Diözese St. Pölten.

## Leben
Im Priesterseminar St. Pölten studierte er Katholische Theologie und wurde nach seinem Externjahr in Israel (Dormitio-Abtei) im Jahr 1979 zum Priester geweiht. Als Kaplan wirkte er in Ybbs an der Donau, Schrems und Krems–St. Veit.
Von 1982 bis 1985 absolvierte Gruber am Päpstlichen Bibelinstitut in Rom ein Spezialstudium, das er 1985 mit dem Lizentiat in Bibelwissenschaften "summa cum laude" abschloss. 1985 bis 1987 wirkte er als Studentenseelsorger in Graz. Zum 1. September 1987 wurde Eduard Gruber Rektor im Bildungshaus St. Hippolyt. 1995 wurde er zum Konsistorialrat ernannt und war von 1997 bis 2008 Stadtpfarrer in der Pfarre Krems-St. Veit.
Seit 1982 ist Gruber Diözesanrichter und seit 1987 Mitglied des Diözesankunstrates. Von 1994 bis 1997 war er Lehrbeauftragter für Hebräisch an der Philosophisch-theologischen Hochschule St. Pölten, von 1988 bis 1994 Seelsorger der Laientheologen und von 1988 bis 1997 Leiter des Exerzitienreferates. Mit Wirksamkeit ab 1. September 2008 wurde er von Bischof Klaus Küng zum Generalvikar der Diözese St. Pölten bestellt. Am 1. Jänner 2021 wurde Dr. Christoph Weiss sein Nachfolger.